# Nałęczów
Nałęczów là một thị trấn thuộc huyện Puławski, tỉnh Lubelskie ở đông-nam Ba Lan. Thị trấn có diện tích 14 km². Đến ngày 1 tháng 1 năm 2011, dân số của thị trấn là 4237 người và mật độ 307 người/km².